# Leucandra polejaevi
Leucandra polejaevi är en svampdjursart som först beskrevs av Breitfuss 1896.  Leucandra polejaevi ingår i släktet Leucandra och familjen Grantiidae. Inga underarter finns listade i Catalogue of Life.